# Jwaneng Airport
Jwaneng Airport är en flygplats i Botswana. Den ligger i den södra delen av landet, 120 km väster om huvudstaden Gaborone. Jwaneng Airport ligger 1 188 meter över havet.
Terrängen runt Jwaneng Airport är platt. Närmaste större samhälle är Jwaneng, 3,7 km öster om Jwaneng Airport.
Omgivningarna runt Jwaneng Airport är i huvudsak ett öppet busklandskap. Runt Jwaneng Airport är det mycket glesbefolkat, med 5 invånare per kvadratkilometer.